# (9522) Schlichting
(9522) Schlichting est un astéroïde de la ceinture principale.

## Description
(9522) Schlichting est un astéroïde de la ceinture principale. Il fut découvert le 28 février 1981 à Siding Spring par Schelte J. Bus. Il présente une orbite caractérisée par un demi-grand axe de 3,56 UA, une excentricité de 0,06 et une inclinaison de 9,9° par rapport à l'écliptique.

## Compléments